# La finestra della camera da letto
La finestra della camera da letto (The Bedroom Window) è un film del 1987 diretto da Curtis Hanson.

## Trama
Terry Lambert si finge testimone dell'aggressione a una donna per non compromettere la sua amante che ha visto la scena dell'aggressione dalla sua camera da letto. Ma, al processo, la sua miopia lo smaschera facilmente mentre il maniaco, unico e vero colpevole dell'aggressione, tenterà di ucciderlo. Sarà la stessa vittima dell'aggressione, attratta da lui, ad aiutarlo e a far cadere in trappola il colpevole.